# Ruschia (Opiliones)
Pour les articles homonymes, voir Ruschia.
Genre
Ruschia est un genre d'opilions laniatores de la famille des Gonyleptidae.

## Distribution
Les espèces de ce genre sont endémiques d'Espírito Santo au Brésil.

## Liste des espèces
Selon World Catalogue of Opiliones (28/08/2021) :
- Ruschia maculata (Soares, 1974)
- Ruschia vellutina Mello-Leitão, 1940

## Publication originale
- Mello-Leitão, 1940 : « Mais alguns novos opiliões Sul-Americanos. » Annaes da Academia Brasileira de Sciencias, vol. 12, no 2, p. 93–107.